# Hémizygote
 (février 2010).
Si vous disposez d'ouvrages ou d'articles de référence ou si vous connaissez des sites web de qualité traitant du thème abordé ici, merci de compléter l'article en donnant les références utiles à sa vérifiabilité et en les liant à la section « Notes et références ».
Un organisme est dit hémizygote pour un gène particulier si ce dernier n'est présent qu'à une seule copie (et donc présent qu'à un seul allèle) à un locus donné dans un organisme diploïde.

## Exemples
- C'est le cas lors de l'absence (délétion) du locus du gène sur le chromosome homologue.
- C'est également le cas pour une partie des gènes portés par le chromosome X chez le mâle de certaines espèces (chez une grande part de l'avifaune,c'est la femelle qui est hémizygote ZY et le mâle hétérozygote ZZ) qui ne possède qu'un seul chromosome X (le Y étant homologue mais dégénéré[1]). C'est le cas des chats roux par exemple.
- Chez certains organismes, il existe des cas plus extrêmes d'organismes normalement diploïde, totalement hémizygote (donc haploïde) comme le mâle de l'abeille à miel qui se développe à partir d'œufs non fertilisés.